# Barreiros (Lugo)
Barreiros es un municipio costero de la provincia de Lugo, la comunidad autónoma de Galicia (España). Pertenece a la comarca de La Mariña Oriental. Este municipio está íntimamente ligado a la historia de la provincia desde tiempos prerromanos. Posee una gran variedad geográfica que va desde los valles a las montañas, desde la llanada hasta la costa de altos acantilados y extensas playas.

## Historia
En el lugar de A Roda se descubrió en el año 2006 el henge de Roda, con una antigüedad aproximada de 3 700 años. Se trata de la primera estructura de estas características que se encuentra en el espacio peninsular.
El primer nombre mencionado es el de Cabarcos, que parece provenir de Civarcos, pueblo nombrado por Plinio el Viejo y situado entre las desembocaduras del Eo y del Masma. Durante la Edad Media sigue apareciendo el nombre de Cibarcos o Cabarcos. El documento más antiguo en el que es nombrado Barreiros es del año 775 y corresponde a una donación de terrenos del rey Don Silo a unos monjes para que estos edificaran un monasterio.
Hacia el año 1400 Pardo de Cela contaba con el foro del coto de Santa Cristina de Celeiro. En 1406 López Díaz de Teijeiro, donó al Obispo de Mondoñedo la Terrería de Cabarcos. Pedro Pardo de Cabarcos, sobrino del Mariscal Pardo de Cela, vendió terrenos por valor de 2000 maravedís para ayudar a los Reyes Católicos en la toma de Granada. Natural de Santa Cristina de Celeiro fue Juan de Ben, que destacó por su valentía en la guerra de Aragón, al lado de Don Juan II.
Durante los siglos XVIII y XIX la historia de Barreiros estuvo vinculada a la emigración. Algunos de los emigrantes, llamados popularmente "los americanos" contribuyeron al desarrollo cultural, fundación de escuelas parroquiales, y al desarrollo urbanístico, construcciones indianas, que hoy en día son una de las características más peculiares de las zona.

## Geografía
Integrado en la comarca de La Mariña Oriental, su capital, San Cosme, se sitúa a 82 kilómetros de la capital provincial. El término municipal está atravesado por la Autovía del Cantábrico (A-8), por la carretera nacional N-634, entre los pK 564 y 577, por la carretera nacional N-642 (Vegadeo-San Cibrao) y por carreteras locales que permiten la comunicación entre las parroquias. El relieve del municipio está definido por 8 kilómetros de costa cantábrica y por los montes del interior. El río Masma entra en el territorio procedente de Lourenzá para hacer después de límite natural con Foz hasta su desembocadura en la ría de Foz. Al oeste, el Alto de Virín (432 metros) hace de límite entre Barreiros, Foz y Lourenzá. La altitud oscila entre los 500 metros al sur, en el límite con Lourenzá y Trabada, y el nivel del mar. La capital municipal, San Cosme de Barreiros, se alza a 68 metros sobre el nivel del mar. 
| Noroeste: Ría de Foz | Norte: Mar Cantábrico   | Nordeste: Ribadeo |
| Oeste: Foz           |                         | Este: Ribadeo     |
| Suroeste: Lourenzá   | Sur: Lourenzá y Trabada | Sureste: Trabada  |

## Geografía humana

### Organización territorial
El municipio está formado por ciento dieciocho entidades de población distribuidas en ocho parroquias:
- Barreiros[5]
- Benquerencia[5]
- Cabarcos (San Julián)[5]
- Cillero[5]
- Reinante (Santiago)
- San Justo de Cabarcos[5]
- San Miguel de Reinante
- Villamartín Pequeño[5]

### Demografía
Cuenta con una población de 3030 habitantes (INE 2024).
| Gráfica de evolución demográfica de Barreiros entre 1842 y 2021                                                                                               |
| |
| Población de derecho según los censos de población del INE Población de hecho según los censos de población del INEEn este censo se denominaba Cabarcos: 1842 |

En 1842 se denominaba Cabarcos. En 1857 cambia el nombre de Cabarcos por Barreiros. 
El municipio sufrió un descenso importante de la población a principios de siglo debido a la emigración a América. Actualmente se sigue un crecimiento vegetativo negativo.
La distribución de la población es muy dispersa. Solo el 16% de la población reside en los núcleos frente al 84% que permanece disperso.

### Economía
Las principales actividades económicas del municipio son el turismo, la agricultura y la ganadería, dando empleo al 74% de la población. La mayoría de las explotaciones ganaderas se orientan a la producción láctea. Además, el 55% de la superficie se utiliza para la explotación forestal, contribuyendo a la economía de la zona.
La llegada de turistas en verano aumenta considerablemente la población y se produce un auge en la actividad terciaria.

## Administración
| Periodo   | Nombre                    | Partido |
| --------- | ------------------------- | ------- |
| 2011-2015 | José Alfonso Fuente Parga | PP      |
| 2015-2019 | José Alfonso Fuente Parga |         |
| 2019-2023 | Ana Ermida Igrexas        | BNG     |

### Evolución de la deuda viva
El concepto de deuda viva contempla sólo las deudas con cajas y bancos relativas a créditos financieros, valores de renta fija y préstamos o créditos transferidos a terceros, excluyéndose, por tanto, la deuda comercial.
| Gráfica de evolución de la deuda viva del ayuntamiento entre 2008 y 2014                             |
| |
| Deuda viva del ayuntamiento en miles de Euros según datos del Ministerio de Hacienda y Ad. Públicas. |

La deuda viva municipal por habitante en 2014 ascendía a 811,57 €.

## Deporte
El municipio cuenta con dos equipos de fútbol, el Club de Fútbol Celta Barreiros, fundado en 1942 y que milita en Segunda Galicia, y el Iberia Club de Fútbol, fundado en 1980 y que también milita en Segunda Galicia.